# Angelika Rainer
Angelika Rainer (Merano, 18 ottobre 1986) è un'arrampicatrice italiana.
Partecipa alle competizioni di arrampicata su ghiaccio, pratica l'arrampicata sportiva, il bouldering, le vie lunghe multipitch, il dry-tooling.
Insieme a Jenny Lavarda è l'unica atleta italiana ad aver vinto una Coppa del mondo di arrampicata su ghiaccio, nel 2012 e nel 2015. Ha inoltre vinto tre Campionati del mondo consecutivi, nel 2009, 2011 e 2013.

## Biografia
A livello italiano ha vinto la Coppa Italia di dry tooling nel 2005, la Coppa Italia di arrampicata su ghiaccio (detta anche Alpin Cup) nel 2007, 2008 e 2009 e la Coppa Italia Lead di arrampicata nel 2007.
A livello internazionale ha vinto tre edizioni del Campionato del mondo di arrampicata su ghiaccio consecutive: nel 2009 a Saas-Fee in Svizzera, nel 2011 a Bușteni in Romania e nel 2013 a Cheongsong in Corea del Sud.
Gareggia nella Coppa del mondo di arrampicata su ghiaccio dal 2006: Nel 2008 vince la sua prima tappa di Coppa del Mondo, nel 2009 segue il primo titolo mondiale. Nel 2012 conquista per la prima volta la Coppa del mondo, vincendo tre delle cinque tappe: la prima a Cheongsong, Corea del Sud, la seconda a Saas-Fee e la quinta e ultima a Kirov, Russia.Dopo altri due secondi posti in classifica generale nel 2013 e 2014, torna a vincere la Coppa del Mondo nel 2015.
Nel 2015 ha vinto anche il famoso master di Ouray in Colorado ed il Red Bull White Cliffs Event.
Nel 2023 chiude il suo primo 9a in falesia.

## Palmarès

### Coppa del mondo di arrampicata su ghiaccio
| 2006 | 2007 | 2008 | 2009 | 2010 | 2011 | 2012 | 2013 | 2014 | 2015 | 2016 | 2017 |
| ---- | ---- | ---- | ---- | ---- | ---- | ---- | ---- | ---- | ---- | ---- | ---- |
| 20   | 12   | 6    | 2    | 2    | 6    | 1    | 2    | 2    | 1    | 7    | 2    |

### Campionato del mondo di arrampicata su ghiaccio
| 2009 | 2011 | 2013 | 2015 | 2017 |
| ---- | ---- | ---- | ---- | ---- |
| 1    | 1    | 1    | 2    | 2    |

## Falesia

### Lavorato
- 9a/5.14d
  - Esclatamasters - Perles (SPA) - febbraio 2023
- 8c+/5.14c
  - Solitary souls - falesia di Piazzole ad Arco - gennaio 2023
- 8b+/5.14a:
  - Non mollare - Pian Schiavaneis (ITA) - 17 marzo 2012[11]

## Vie lunghe
- Via Italia 61 - Piz Ciavaces, Sella - 2008 – 250 m/8a[12]

## Dry tooling e arrampicata su misto
- French Connection, D15-, Tomorrows World, Dolomiti (ITA) - 2017[13]
- Low G Man, D14, Bus del Quai (ITA) - 2016
- The Mustang, M14-, Vail Colorado (USA) - 2016